# Hofmeyria
Hofmeyria is een geslacht van uitgestorven therapsiden, behorend tot de Therocephalia. Het leefde in het Laat-Perm (ongeveer 257 - 254 miljoen jaar geleden) en zijn fossiele overblijfselen zijn gevonden in Zuid-Afrika.

## Naamgeving
Hofmeyria atavus werd in 1935 benoemd door Robert Broom. De geslachtsnaam eert Jan Hendrik Hofmeyr, indertijd de Zuid-Afrikaanse minister van Binnenlandse Zaken. De soortaanduiding betekent 'de voorouder' in het Latijn. 
Het holotype is TM 254, een schedel met voorste halswervels. Fossiele overblijfselen, in totaal vier schedels, zijn gevonden in Zuid-Afrika, onder andere bij Kookfontein in de Karoosupergroep, en daterend uit het Wuchiapingien.

## Beschrijving
Dit kleine dier had een schedel van ongeveer acht centimeter lang en het is mogelijk dat de totale lengte ongeveer veertig centimeter was. 
Hofmeyria was voorzien van grote naar de zijkant gerichte oogkassen, een lage wandbeenkam en een korte, brede snuit. Bepaalde kenmerken maakten het mogelijk om het te onderscheiden van andere Therocephalia als Pristerognathus: de aanwezigheid van vijf postcaninen, aan de andere kant, was een kenmerk dat hem onderscheidde van Whaitsia. De tandformule van de bovenkaak was vijf snijtanden, en hoektand en vijf postcaninen. De hoektand was bijzonder langwerpig en bereikte de onderrand van de onderkaak. Er waren twee grote diastemen tussen de laatste snijtand en de hoektand, en tussen de hoektand en de eerste postcanine. Tussen de verschillende postcaninen bevonden zich echter ook kleine tussenruimten.

## Fylogenie
Hofmeyria wordt beschouwd als een nogal afgeleid lid van de Therocephalia, een groep opmerkelijk gedifferentieerde therapsiden. Hofmeyria is bovendien het gelijknamige geslacht van de familie Hofmeyriidae, verwant aan de beter bekende Whaitsiidae; deze twee groepen liggen dicht bij de Baurioidea-clade, inclusief de meer afgeleide Therocephalia.

## Paleo-ecologie
Morfologische kenmerken van de schedel en tanden geven aan dat Hofmeyria een klein landbewonend roofdier was.